# Патріот (фільм, 2000)
Патріот (англ. The Patriot) — американський драматичний кінофільм про війну за незалежність Сполучених Штатів Америки за твором Роберта Родата. У головних ролях: Мел Ґібсон, Гіт Леджер та Джейсон Айзекс.

## Зміст
Події у фільмі відбуваються в Південній Кароліні в неспокійні часи війни за незалежність США. Прославлений ветеран і батько семи дітей Бенджамін Мартін не бажав брати участі у воєнних діях. Але вороги вбивають його сина і війна змусила мирного плантатора стати командиром загону повстанців.

## У ролях
- Мел Ґібсон — Бенджамін Мартін
- Джоелі Річардсон — Шарлотта Седтон
- Гіт Леджер — Габрієль Мартін
- Ліза Бреннер — Енн Патриція Говард
- Грегорі Сміт — Томас Мартін
- Тревор Морган — Нейтан Мартін
- Міка Бурем — Мег Мартін
- Логан Лерман — Вільям Мартін
- Джейсон Айзекс — полковник Вільям Тавінґтон
- Кріс Купер — полковник Гаррі Бурвіл
- Чеки Каріо — майор Жан Вілленьйо
- Том Вілкінсон — генерал Чарльз Корнвеліс
- Рене Обержонуа — преподобний Олівер
- Донал Лоуг — Ден Скотт
- Адам Болдвін — капітан Джеймс Вілкінс

## Крилаті фрази
- «В менше цілишся — менше схибиш» (англ. aim small, miss small) — якщо цілишся в людину й схиблюєш, то не влучаєш в людину, але якщо цілишся в ґудзик і схиблюєш, то в людину все одно влучаєш[1].

## Касові збори
Збори фільму в США склали $114 млн, а в решті світі — $102 млн, в загальній сумі $216 млн.